# Selo real do Japão

Selo real do Japão (天皇御璽)

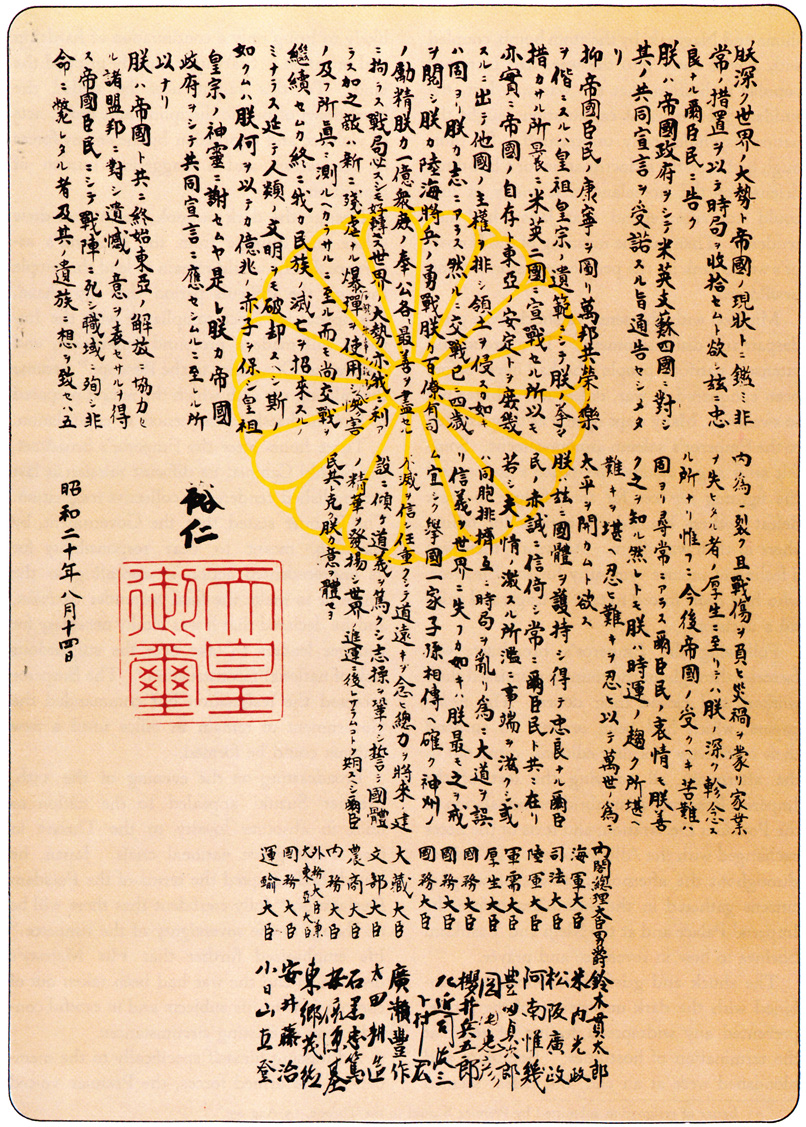
Impresso em página única do Reescrito Imperial do Término da Guerra (1945), com o selo real claramente visível

O selo real do Japan é um dos selos nacionais e o selo oficial do Imperador do Japão. É quadrado e possui a inscrição 天皇御璽 ("O Selo Imperial do Imperador") grafada em escrita de selo (篆書, tensho). Possui duas linhas em escrita vertical, com o lado direito contendo os caracteres 天皇 (Tennō, "imperador") e o lado esquerdo contendo os caracteres 御璽 (Gyoji, "selo imperial"). O selo é usado em textos imperiais, proclamação de sentenças legais, ordens do gabinete, tratados, instrumentos de ratificação, credenciais de embaixadores em seu ingresso e os documentos de suas dispensas, documentos de mandatos, comissões consulares, cartas de autorização de cônsules estrangeiros, cartas de apontamento ou dispensa de funcionários de governo cuja função exija atestado do Imperador e documentos de indicação e de dispensa do  Primeiro-ministro e do chefe do Poder Judiciário.

## História
A história do selo real do Japão remonta ao período Nara. Embora tenha sido originalmente produzido em cobre, veio a ser produzido em pedra em 1868 (Meiji) e mais tarde, em ouro puro. O atual selo real possui lados medindo 3 sun (aproximadamente 9 cm) e pesa 4,5 kg. O criado do selo foi o mestre Abei Rekido (安部井 櫟堂, 1805-1883) de Kyoto. Ele foi encarregado de produzir o selo de Estado do Japão ao longo de um ano, em 1874 (Meiji 7). Quando não está em uso, o selo é mantido numa bolsa de couro. O selo é usado com uma tinta de cinábrio especialmente produzida pelo Escritório Nacional de Imprensa.
Se o selo de Estado ou o selo real forem reproduzidos ilegalmente, a pena pode chegar a dois anos de prisão de acordo com o artigo 164 do Código Criminal do Japão Criminal Code of Japan.

## Ligação externa
- O imperador Showa assinando documentos e usando os selos reais e de Estado do Japão (em inglês)